# Caseya megasoma
Caseya megasoma är en mångfotingart som beskrevs av Gardner och Shelley 1989. Caseya megasoma ingår i släktet Caseya och familjen Caseyidae. Inga underarter finns listade i Catalogue of Life.